# آق قبر (غرغان بوي)
آق قبر (بالفارسية: آق‌قبر) هي قرية تقع في إيران في قسم غرغان بوي الريفي. يقدر عدد سكانها بـ 768 نسمة بحسب إحصاء 2016.